# 239P/LINEAR
239P/LINEAR, komet Jupiterove obitelji